# Montecodruzzo
Montecodruzzo (Muntcudròzz in romagnolo) è una frazione collinare appartenente al comune di Roncofreddo.
Il paese sorge a 17 Km dal centro di Cesena, tra le vallate del fiume Savio e del fiume Pisciatello (in dialetto Urgòn).

## Storia
Borgo fortificato documentato già nel XII secolo, fu proprietà degli arcivescovi di Ravenna; nel 1484 passò ai Malatesta di Sogliano.
La chiesa di santa Maria liberatrice fu eretta nel 1573 da Giacomo Malatesta, come ex voto per l'ottenuta liberazione dalla prigionia dei Turchi. 
La torre dell’orologio fu ricostruita sui resti di un bastione del castello. La porta, con arco a tutto sesto su pilastri con capitello scolpito, è quanto resta del castello. L'abitato subì infatti notevoli distruzioni nel corso della Seconda guerra mondiale.